# John Wray (actor)
John Wray (13 de  febrero de 1887 – 5 de abril de 1940) fue un actor teatral y cinematográfico de nacionalidad estadounidense, cuya carrera se desarrolló interpretando papeles de carácter.

## Biografía
Nacido en Filadelfia, Pensilvania (Estados Unidos), su verdadero nombre era John Griffith Malloy. Wray fue uno de los muchos actores teatrales del circuito de Broadway en llegar a Hollywood tras la irrupción del cine sonoro, interpretando con rapidez diferentes e importantes papeles como actor de carácter, tales como su gánster en The Czar of Broadway (1930), Himmelstoss, el sádico instructor de Sin novedad en el frente (1930), o el contorsionista The Frog en la versión de The Miracle Man (1932), un papel que en 1919 había interpretado Lon Chaney.
Según progresaba la década, los papeles de Wray fueron haciéndose menos importantes, aunque todavía destacó en el clásico de Frank Capra El secreto de vivir (1936) y en la cinta de Fritz Lang Sólo se vive una vez (1937).
John Wray falleció en Los Ángeles, California, en 1940. Fue enterrado en el Cementerio Calvary, en Los Ángeles.

## Filmografía
- 1929 : New York Nights, de Lewis Milestone
- 1930 : Sin novedad en el frente, de Lewis Milestone
- 1930 : The Czar of Broadway, de William J. Craft
- 1931 : Safe In Hell, de William A. Wellman
- 1932 : High Pressure, de Mervyn LeRoy
- 1932 : The Woman from Monte Carlo, de Michael Curtiz
- 1932 : Los ricos están con nosotros (The Rich Are Always with Us), de Alfred E. Green
- 1932 : The Mouthpiece, de James Flood y Elliott Nugent
- 1932 : The Match King, de William Keighley
- 1932 : The Death Kiss, de Edwin L. Marin
- 1932 : Doctor X, de Michael Curtiz
- 1932 : Soy un fugitivo, de Mervyn LeRoy
- 1932 : The Miracle Man, de Norman Z. McLeod
- 1934 : I Am a Thief, de Robert Florey
- 1934 : Green Eyes, de Richard Thorpe
- 1935 : Men Without Names, de Ralph Murphy
- 1935 : Stranded, de Frank Borzage
- 1935 : Frisco Kid, de Lloyd Bacon
- 1936 : A Son Comes Home, de Ewald André Dupont
- 1936 : A Man Betrayed, de John H. Auer
- 1936 : El secreto de vivir, de Frank Capra
- 1936 : Valiant Is the Word for Carrie, de Wesley Ruggles
- 1936 : Poor Little Rich Girl, de Irving Cummings
- 1936 : The President's Mystery, de Phil Rosen
- 1937 : Sólo se vive una vez, de Fritz Lang
- 1937 : On Such a Night, de Ewald André Dupont
- 1937 : Outcast, de Robert Florey
- 1938 : Forja de hombres, de Norman Taurog
- 1937 : A Man to Remember, de Garson Kanin
- 1937 : Spawn of the North, de Henry Hathaway
- 1937 : Gangs of New York, de James Cruze
- 1939 : Pacific Liner, de Victor McLaglen
- 1939 : The Cat and the Canary, de Elliott Nugent
- 1939 : Each Dawn I Die, de William Keighley
- 1939 :  Lo que el viento se llevó, de Victor Fleming
- 1940 : Remember the Night, de Mitchell Leisen
- 1940 : Swiss Family Robinson, de Edward Ludwig